# オルテ
オルテ（伊: Orte）は、イタリア共和国ラツィオ州ヴィテルボ県にある、人口約9,100人の基礎自治体（コムーネ）。

## 地理

### 位置・広がり
ヴィテルボ県東部のコムーネ。県都ヴィテルボから東へ23kmの距離にある。

#### 隣接コムーネ
隣接するコムーネは以下の通り。括弧内のTRはテルニ県、RIはリエーティ県所属を示す。
- アメーリア (TR)
- バッサーノ・イン・テヴェリーナ
- ガッレーゼ
- ジョーヴェ (TR)
- マリアーノ・サビーナ (RI)
- ナルニ (TR)
- オトリーコリ (TR)
- ペンナ・イン・テヴェリーナ (TR)
- ヴァサネッロ

### 気候分類・地震分類
オルテにおけるイタリアの気候分類 (it) および度日は、zona D, 1935 GGである。
また、イタリアの地震リスク階級 (it) では、zona 2B (sismicità media) に分類される。

## 行政

### 分離集落
オルテには、以下の分離集落（フラツィオーネ）がある。
- Baucche, Caldare, Orte Scalo, San Bernardino, San Michele, Scappia di Paglia, Stazione di Bassano in Teverina